# GNOME Videos
GNOME Videos, anteriormente conocido como Totem, es un reproductor de medios (audio y video) para el entorno de escritorio de ordenador GNOME. GNOME Videos utiliza los kits de herramientas Clutter y GTK+. Es oficialmente incluido en GNOME a partir de la versión 2.10 (lanzada en marzo de 2005), aunque de facto ya estaba incluida en la mayoría de los entornos GNOME. Totem utiliza el framework GStreamer para la reproducción, aunque hasta la versión 2.27.1, alternativamente, podría ser configurado para utilizar las bibliotecas Xine en lugar de GStreamer.
GNOME Vídeos es gratis y de código abierto sujeto a los requisitos de la Licencia Pública General de GNU.

## Características

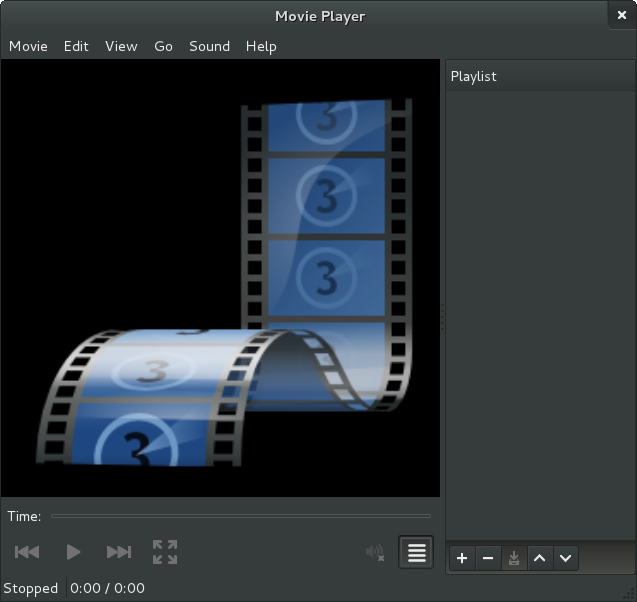
Captura de pantalla de Totem 3.2.0 en Gnome 3, obtenida en 2011

Hasta hace poco había dos versiones distintas de Totem, aunque la diferencia no fue visible en el nivel de interfaz de usuario. Una de ellas estaba basada en GStreamer, que es un plugin basado en el framework multimedia. Esta versión tiene excelente extensibilidad y es compatible con una gran variedad de formatos multimedia. El otro estaba basado en xine, que es un regular de la biblioteca multimedia. En el momento en que éste tenía mejor soporte de DVD encriptado, soporte de navegación de DVD y posibilidad de reproducir algunos archivos que la versión con GStreamer no pudiera manejar. Debido a las mejoras en GStreamer, incluyendo la capacidad de reproducir DVD encriptados, el equipo de desarrollo de Totem abandonó por completo el soporte para el motor Xine.
Totem está estrechamente integrado con el entorno de escritorio GNOME y su gestor de archivos Nautilus. Esto incluye la generación de miniaturas de archivos de vídeo cuando se está navegando en Nautilus y un plugin de vídeo para los navegadores compatibles con Netscape (por ejemplo, Firefox).
Gracias a un gran número de plugins desarrollados para GStreamer, Totem es capaz de reproducir todos los formatos de medios de comunicación, tanto libres como privados. También comprende numerosos formatos de listas de reproducción, incluyendo SHOUTcast, M3U, XML Shareable Playlist Format (XSPF), SMIL, las listas de reproducción del Reproductor de Windows Media y las listas de reproducción de RealAudio. Las listas de reproducción son fácilmente manejables mediante la característica de arrastrar y soltar.
La reproducción en pantalla completa es compatible en casi todas las configuraciones, incluyendo configuraciones de multi-cabeza de Xinerama y en los monitores conectados a la Salida de TV. El brillo, el contraste y la saturación del vídeo puede ser ajustado de forma dinámica durante la reproducción. 4.0, 4.1, 5.0, 5.1 y el sonido en estéreo es compatible. En los equipos con un puerto de infrarrojos, Totem puede ser controlado remotamente a través de LIRC. Los silencios pueden ser fácilmente capturados sin tener que recurrir a programas externos. También hay un plugin igual a la funcionalidad de Telestrator mediante Gromit. La carga externa de subtítulos de Subrit, automática y manual (a través de la línea de comandos), también es compatible.
El reproductor fue conocido como Totem. Con el lanzamiento de la versión 3.5.90, el nombre fue cambiado a GNOME Videos. El nombre de 'Totem' se mantuvo en 'de facto' de uso (el ejecutable, por ejemplo, todavía se utiliza con el nombre de Totem, así como su paquete en Debian).
GNOME 3.12 renovó la interfaz de usuario radicalmente y añadió soporte para la reproducción directa de canales de videos en línea, tales como Apple Trailers y Guardian.

### Aceleración de vídeo
Si bien en GNOME Videos se pueden descargar bloques para la decodificación de vídeo para SIP blocks tales como PureVideo, UVD, QuickSync de Vídeo, TI Ducati a través de interfaces, como por ejemplo, VDPAU, VAAPI, Distributed Codec Engine o DXVA depende totalmente en el back-end.